# Челутайське сільське поселення
Челута́йське сільське поселення (рос. Челутайское сельское поселение) — сільське поселення у складі Агінського району Забайкальського краю Росії.
Адміністративний центр — село Челутай.

## Історія
2013 року було утворено село Зарічний Челутай шляхом виділення частин із села Челутай.

## Населення
Населення сільського поселення становить 723 особи (2019; 841 у 2010, 1063 у 2002).

## Склад
До складу сільського поселення входять:
| Населений пункт        | Населення, осіб (2002) | Населення, осіб (2010) |
| ---------------------- | ---------------------- | ---------------------- |
| Зарічний Челутай, село | -                      | -                      |
| Челутай, село          | 1063                   | 841                    |